# Euploea awayuki
Euploea awayuki är en fjärilsart som beskrevs av Sugitani 1932. Euploea awayuki ingår i släktet Euploea och familjen praktfjärilar. Inga underarter finns listade i Catalogue of Life.